# Tesoro de los beocios
El Tesoro de los beocios fue un antiguo tesoro de Delfos (Grecia). Sus ruinas se encuentran en el yacimiento arqueológico de Delfos, declarado Patrimonio de la Humanidad por la UNESCO.
El Tesoro fue construido en la época arcaica en el año 500 a. C. o, como muy tarde, antes del 480 a. C. Fue construido por las polis (ciudades-Estado) beocias, sobre todo Tebas. Sin embargo, también existía un Tesoro de los tebanos independiente en el santuario de Apolo.

## Descripción

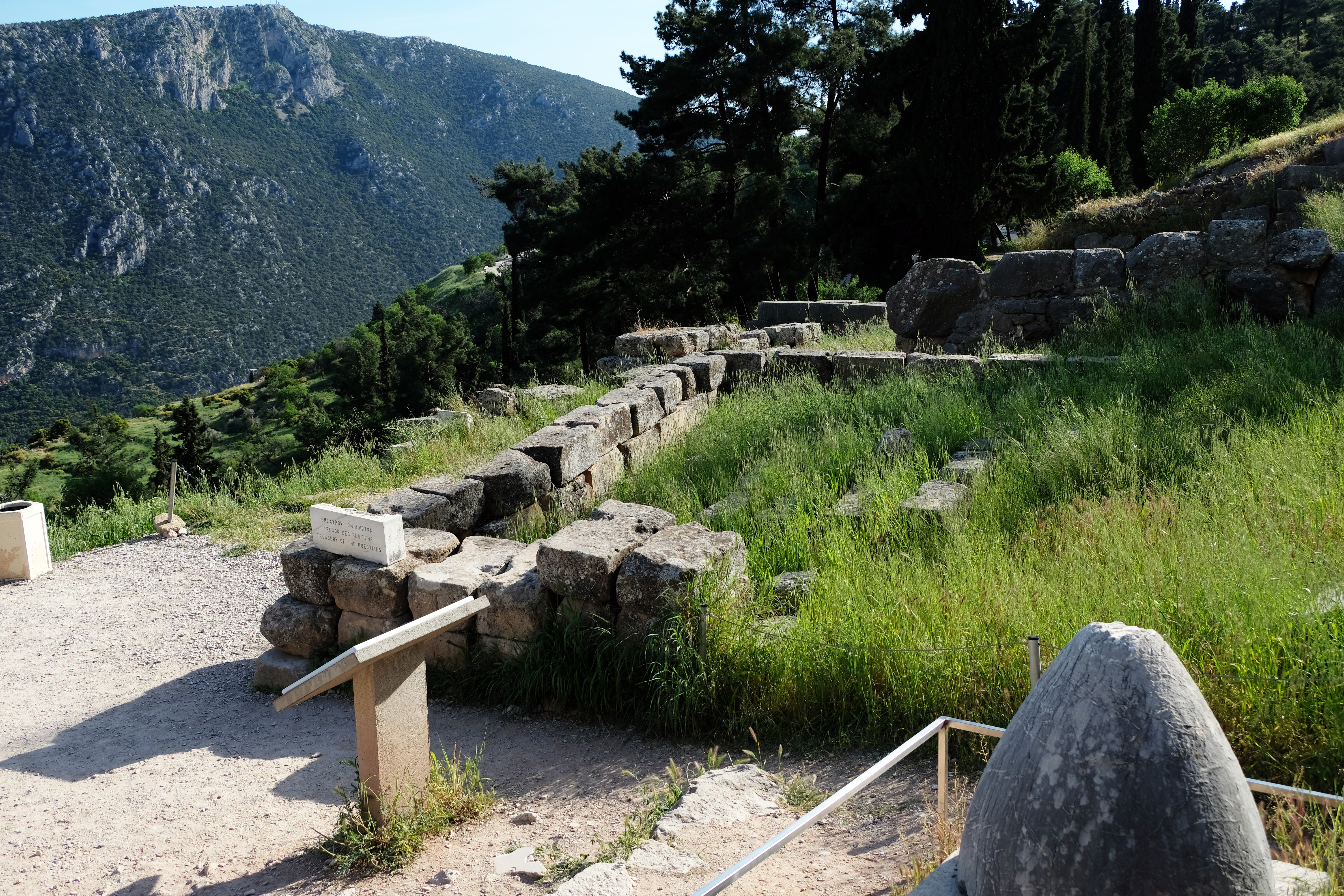
Ruinas del tesoro

Se encuentra en la parte suroccidental del santuario de Apolo, en el lado suroccidental del punto en el que la  Vía Sagrada se dobla hacia el noreste, se encuentran los cimientos de un tesoro que se identifica como el dedicado por los beocios. El Tesoro era un pequeño edificio típico de templo dórico ástilo con una cella y un pronaos, sin columnas delante del pronaos en la fachada. La cella estaba orientada al noreste, hacia la Vía Sagrada. Los cimientos del edificio medían aproximadamente 6 × 5 m.
Pausanias no menciona este edificio en particular, por lo que es posible que estuviera destruido en su época.